# John M. Hollway
John M. Hollway (también escrito en ocasiones como Holway; noviembre de 1841 - 6 de octubre de 1907) fue un químico y metalúrgico británico que experimentó sin éxito en la década de 1870 con la fusión y el afinado del cobre por medio de un convertidor inspirado en el diseñado por Bessemer.
Si bien sus pruebas fallaron, cediendo a los franceses Pierre Manhès y Paul David la posibilidad de desarrollar el proceso Manhès-David en 1880, la detallada publicación que hizo sobre los problemas que intentó superar constituyó una contribución significativa al posterior desarrollo y mejora del proceso.

## Semblanza
John Hollway nació en noviembre de 1841 en Barnsbury, hijo de Joseph Richard Hollway y de Elizabeth King. Conocido entre sus compañeros metalúrgicos, se arruinó investigando sobre la fusión de las piritas cupríferas. Sin embargo, "aunque sus investigaciones le costaron una buena suma, hasta quedarse sin dinero, desplegó una energía inagotable y una magnífica capacidad para sobreponerse a las adversidades".
Cuando murió en 1907 tenía empleadas a entre cien y doscientas personas, parte en Londres, y el resto en Cornualles e Irlanda. Dedicó parte de su fortuna a la creación de empleo, y estuvo interesado en la geología.
Soltero, murió sin hijos. Sus experimentos los llevó a cabo en Penistone, pero buena parte de su vida transcurrió en la casa que su padre había comprado en 1841.

## Investigación de la pirometalurgia del cobre

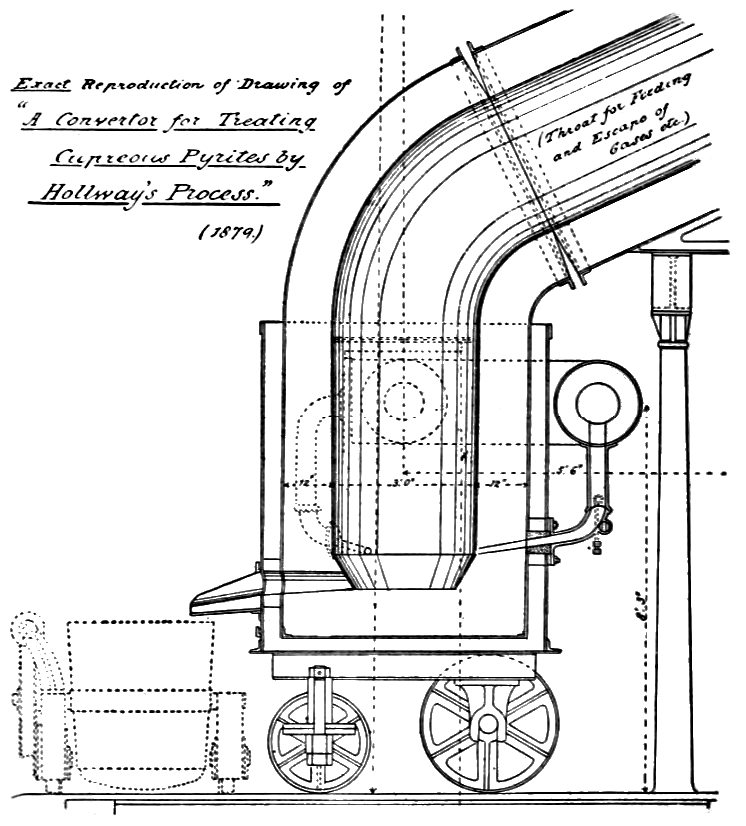
Horno convertidor propuesto por John Hollway en 1879 para fundir piritas en mata de cobre. El convertidor utilizado es del tipo vertical, un modelo primitivo inventado por Bessemer y abandonado en favor de la forma en retorta

Una de las áreas de investigación de John Hollway fue la obtención de mata de cobre semirrefinada fundida directamente a partir de minerales sulfurados, las piritaa. Recomendó el uso de azufre, que servía de combustible y de elemento protector de la oxidación del cobre. Sus principios se exponen en algunas patentes bastante generales:

Hasta donde yo sé, no se ha hecho ningún intento (al menos ningún intento exitoso) de procesar piritas a escala industrial para extraer, en una sola operación, sus constituyentes metálicos y los demás. […]

Cuando empiezo la operación, derrito una cierta cantidad de piritas por medio de un combustible carbonoso, hasta obtener un baño de sulfuros en fusión en el fondo del crisol. Sea como fuere, yo prefiero introducir en el horno sulfuro de hierro fundido, que previamente habría sido fundido en un cubilote o en un horno equivalente, y luego introducir hacia la parte superior del horno las piritas o sulfuros[…]. Al bajar, se genera calor en la parte inferior del horno, por oxidación de sulfuros bajo la acción de una bocanada de aire. Los óxidos de azufre son evacuados por vaporización […], sirviendo de combustible para mantener el calor necesario para la continuación del proceso, durante el tiempo necesario.

Mientras llegue al crisol un suministro continuo de sulfuros de hierro y zinc, no se oxidará ningún otro elemento presente, ya que es bien sabido que tanto el hierro como el zinc se oxidan más rápidamente que el cobre, la plata, el oro, el níquel y otros metales nobles. Estos últimos, por lo tanto, estarán todos concentrados en el baño de metal, siempre que esté presente un exceso de azufre.
John Hollway: Patente US234129: «Production of Suphur, copper-mattes etc. from Pyrites»

Hollway, por lo tanto, previó la producción de una mata blanca, es decir, una mezcla de cobre y azufre, y no planeaba llevar la refinación más allá, eliminando todo el azufre,. Luego comenzó una serie de extensos experimentos a mediados de la década de 1870 en Lien, en Inglaterra lo que lo convirtió en el pionero de los intentos de refinar cobre mediante un proceso inspirado en el convertidor Bessemer, en el que los roles del hierro (metal para refinar), silicio (combustible que genera la lechada) y el carbono (que genera combustible gaseoso) son reemplazados respectivamente por cobre, hierro y azufre:

En este año [de 1878], Hollway sugirió y experimentó con el principio que había señalado, sentando las bases para la refinación de las piritas y su actual conversión. El aire se soplaba a través de piritas de Río Tinto en un convertidor Bessemer ordinario y el experimento fue un éxito notable. Sin embargo, el aparato era inadecuado y el proceso funcionaba de forma muy intermitente y se producían grandes cantidades de escoria, que había que vaciar regularmente, mientras que la posición de las boquillas de este convertidor resultó insatisfactoria. […]

En la forma final del aparato de Hollway para fundir pirita de mineral a metal, la introducción de un fundente silíceo para el óxido de hierro, combinado con el uso de un refractario básico, pretendía resolver las dificultades relacionadas con el ataque del revestimiento refractario silíceo.
Donald M. Levy (Modern copper smelting)

A pesar de su perseverancia, Hollway no logró desarrollar un proceso industrialmente válido. ¿Qué hubiera pasado si el coraje del Sr. Hollway no hubiera sido frenado por estos obstáculos repetidos, debido a que la fe de sus partidarios financieros no igualaba su capacidad de esfuerzo? […] Así terminó sin un resultado concluyente la más interesante serie de experimentos jamás realizados y publicados sobre la refinación neumática del cobre.
De hecho, sin ocultar nada de sus fallos y publicando patentes sin futuro, Hollway hizo público el detalle de sus pruebas y de sus resultados. Así que cuando Pierre Manhès y Paul David desarrollaron el proceso Manhès-David, su mejora fue inmediata gracias al trabajo de Hollway. Los metalúrgicos que estudiaron sus experimentos (Lawrence Austin, Ralph Baggaley y otros) consideraron sin embargo que el objetivo de Hollway de producir una mata semirrefinada directamente a partir de piritas era demasiado ambicioso, debido a las enormes cantidades de roca estéril contenida en los minerales de cobre. El éxito del proceso Manhès-David se debe tanto a que sus creadores se limitaron al refinado completo de una mata previamente fundida, como a juiciosas modificaciones en el diseño del convertidor. El proceso de fundición del mineral en una mata semirrefinada, como buscaba Hollway, solo fue desarrollado a principios del siglo XX por el noruego Julius Emil Knudsen. El principio se generalizó después de la Segunda Guerra Mundial, con el desarrollo de la fusión flash gracias a las nuevas tecnologías (el oxígeno puro y el enriquecimiento del mineral entre otras).